# Klövverkning
Klövverkning är att fila, klippa och/eller slipa klövar på klövdjur. Klövverkning utförs för att förebygga och behandla hälsoproblem med klövarna hos djuren.